# 생선 필레

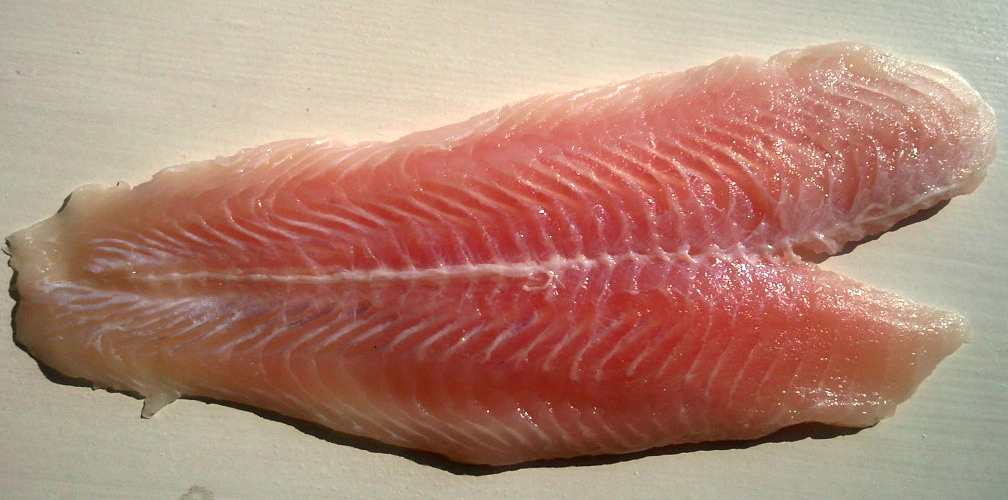
가이양(iridescent shark)의 필레

생선 필레는 생선의 등뼈와 평행한 한쪽을 따라 길이 방향으로 절단하여 뼈에서 분리한 생선 살이다. '실' 또는 '띠' 를 의미하는 프랑스 단어 필레(filet, 발음: [filɛ])에서 유래였다. 살코기 준비를 위해 생선의 비늘은 모두 제거해야 한다. 위장의 내용물도 필레에서 조심스럽게 분리해야 한다. 생선 필레에는 척추를 따라 흐르는 큰 뼈가 없기 때문에 종종 "뼈가 없다"고 한다. 그러나 잉어와 같은 일부 종은 필레 내에 핀(pin)라고 하는 근육 내 작은 가시를 가지고 있다. 한쪽에 존재하는 껍데기는 필레에서 제거할 수도 있고 제거하지 않을 수도 있다. 버터플라이 필레는 양쪽 필레를 절단하고 뱃살과 껍데기와 함께 고정하는 방식으로 생산할 수 있다.
생선 필레는 생선 스테이크(생선 커틀릿 이라고도 함)가 척추에 수직으로 절단되어 더 큰 뼈를 포함하고 있는 것과 비교된다.

## 필레팅

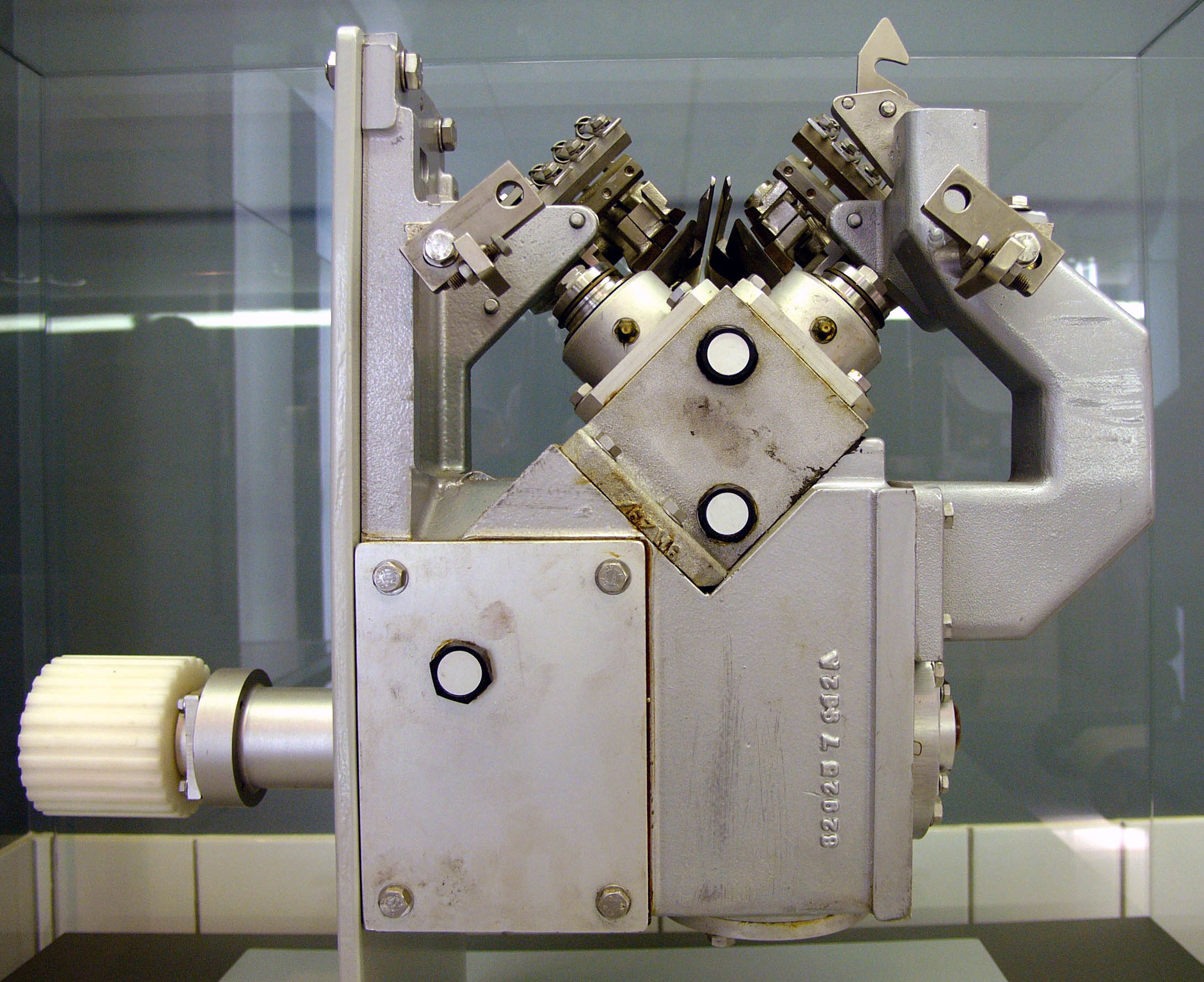
생선 필레용 자동 칼

생선 필레는 뼈와 장기가 아닌 골격근과 지방인 생선의 살로 구성된다. 필레는 일반적으로 스테이크의 경우처럼 등뼈에 수직이 아니라, 등뼈에 평행하게 생선을 잘라서 얻는다. 살이 붙은 나머지 뼈는 "프레임"이라고 불리며 어육수을 만드는 데 자주 사용된다. 전체 생선 또는 생선 스테이크와 달리 필레에는 생선의 등뼈가 포함되어 있지 않아 살이 적게 생산되지만 먹기는 더 쉽다.
특수 컷 필레는 단단한 대형의 덩어리에서 가져오는데, 여기에는 "자연스러운" 컷 필렛, 쐐기, 마름모꼴 또는 꼬리 모양이 포함된다. 필레에는 껍질이 있을 수도 있고 없을 수도 있다. 핀본(pin bone)도 제거될 수도 있지만 제거되지 않을 수도 있다. 플레치(fletch)는 넙치, 황새치 또는 참치의 큰 뼈가 없는 필레를 말한다.
아래는 생선 필레를 만드는 여러 가지 방법이다.
- 커틀릿 : 생선의 머리 뒤에서 절단을 시작하여 배 부위를 둥글게 썰고 꼬리쪽으로 가늘어지게 썰어서 얻는다. 그런 다음 생선을 뒤집고 다른 쪽에서도 이 과정을 반복하여 더블 필레를 만든다.
- 싱글 : 커틀릿보다 복잡하며 생선의 양쪽에서 하나씩 두 개의 별도 필레를 생성한다.
- "J" Cut : 싱글 필레와 동일한 방식으로 제작하되, 필레에서 "J" 형태로 절단하여 핀본(Pin Bone)을 제거한다.

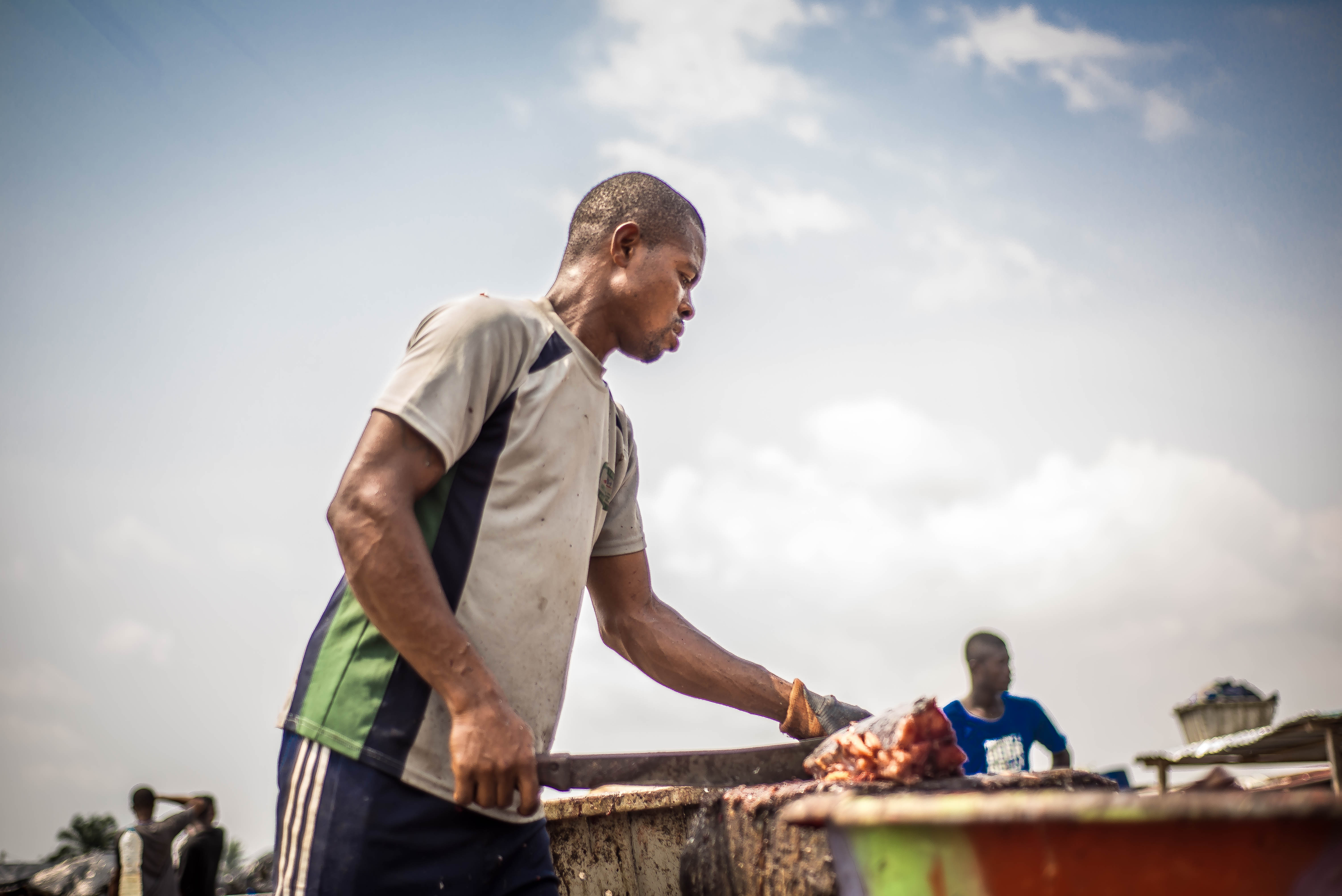
코트디부아르에서 생선 필레 만들기
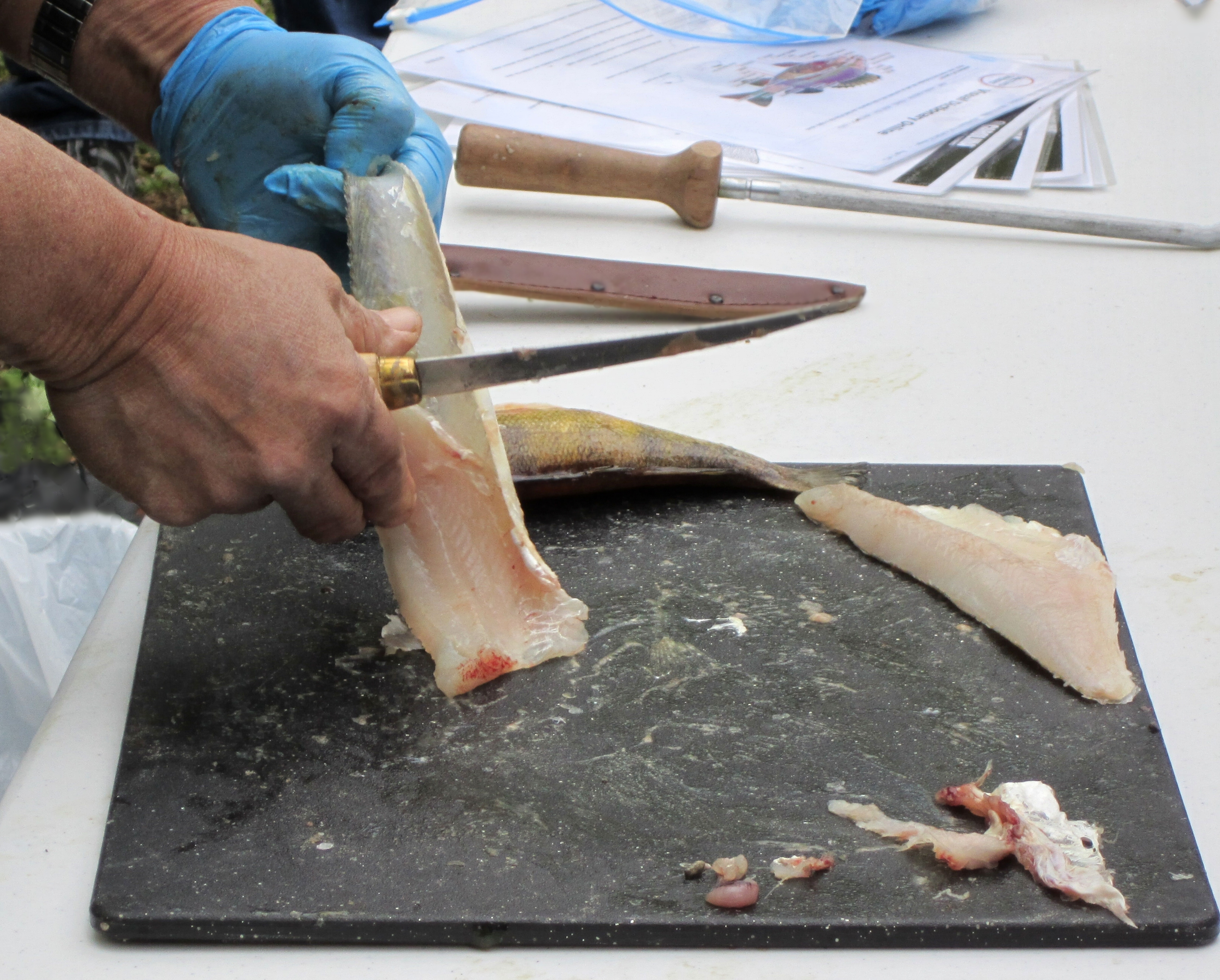
생선 손질, 시연
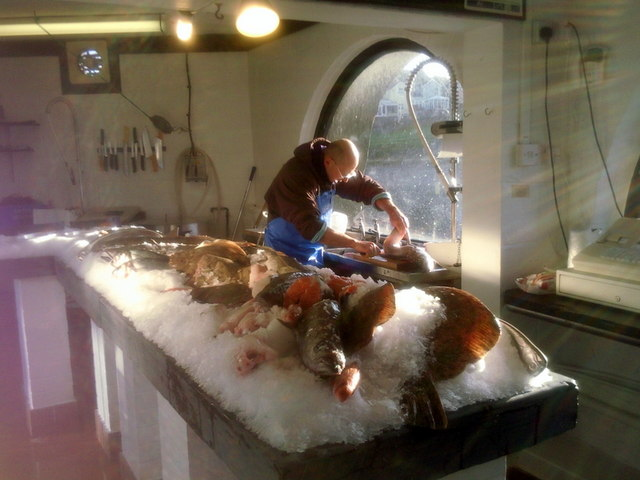
명태를 필레팅하는 생선가게
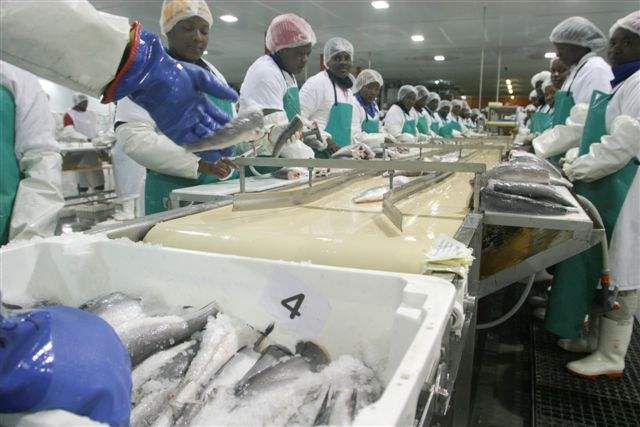
생산 라인에서 대구 필레 만들기
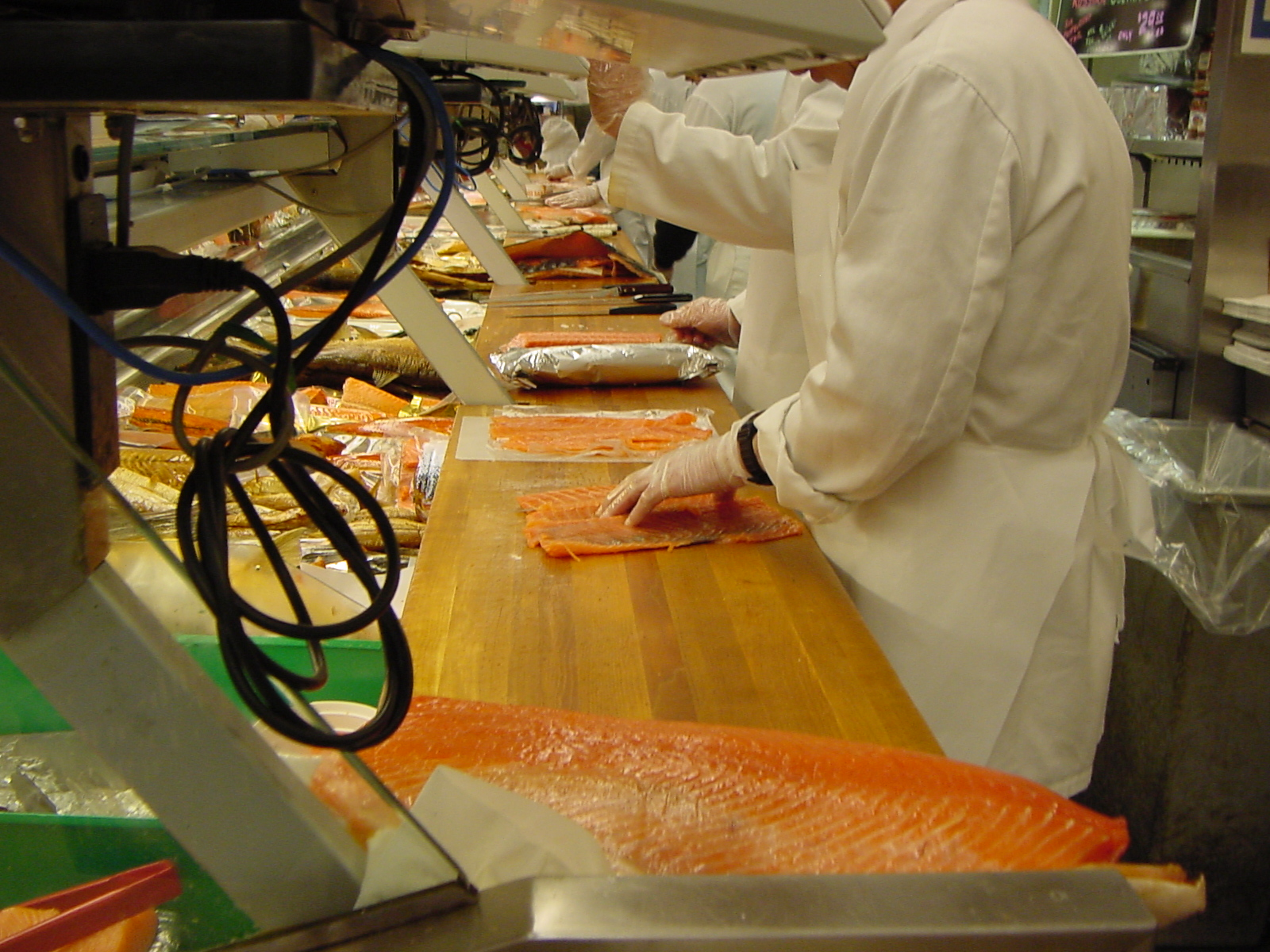
필레 생산 라인의 다른 예
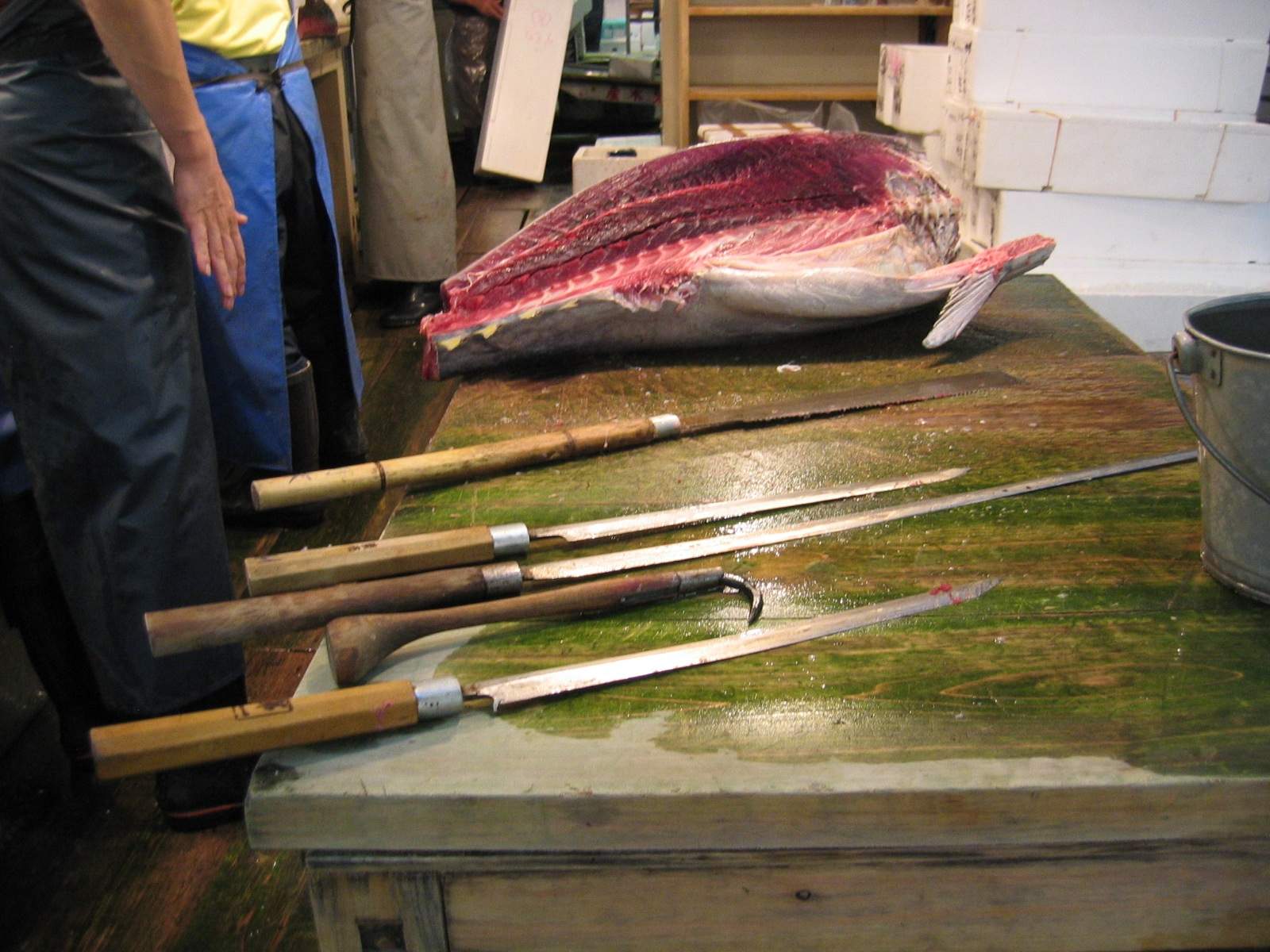
츠키지 어시장에서 참치 살을 썰어낼 때 사용하는 칼

## 마케팅

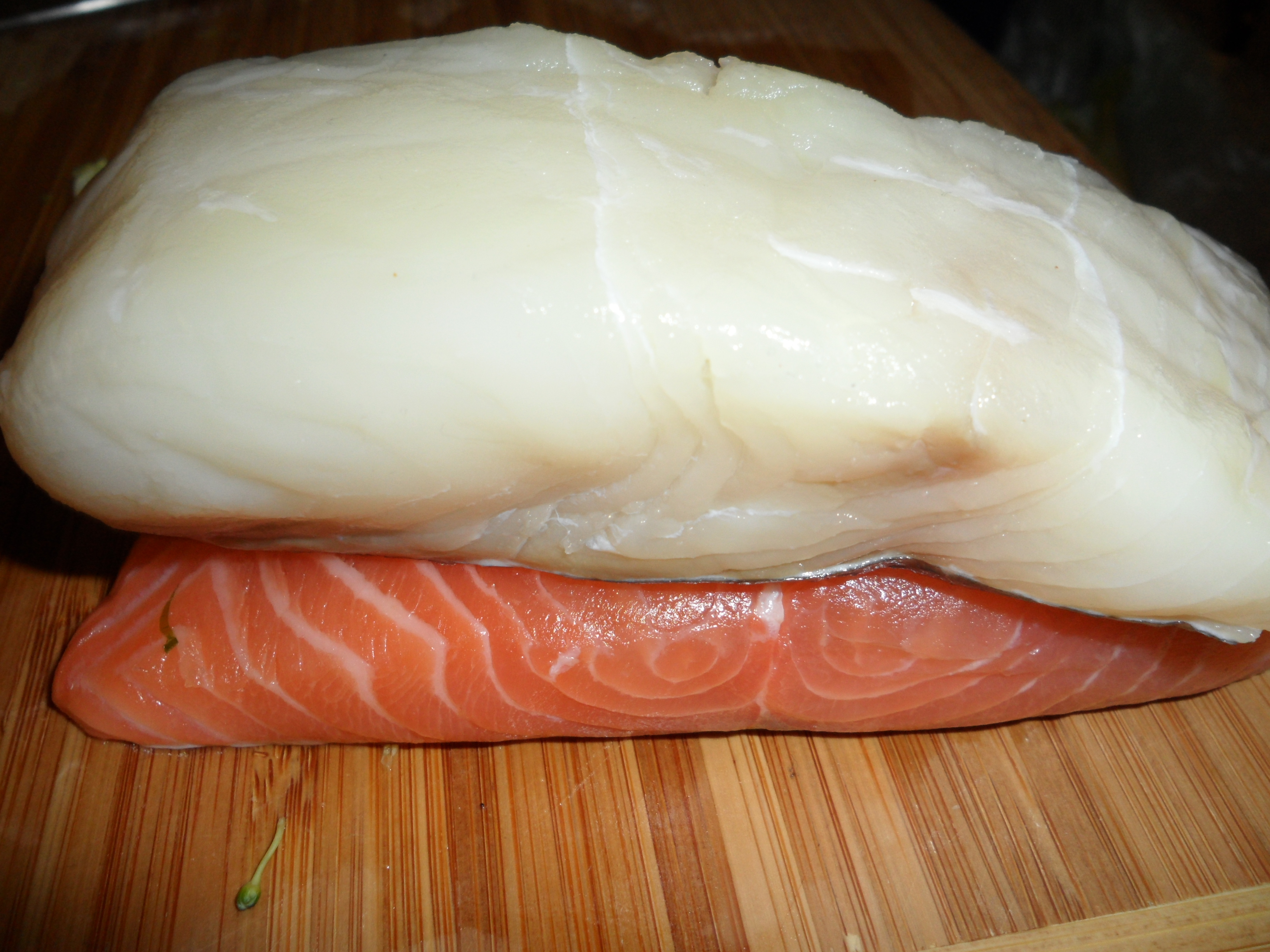
연어 필레(원양어) 위에 넙치 필레( 흰살 생선)
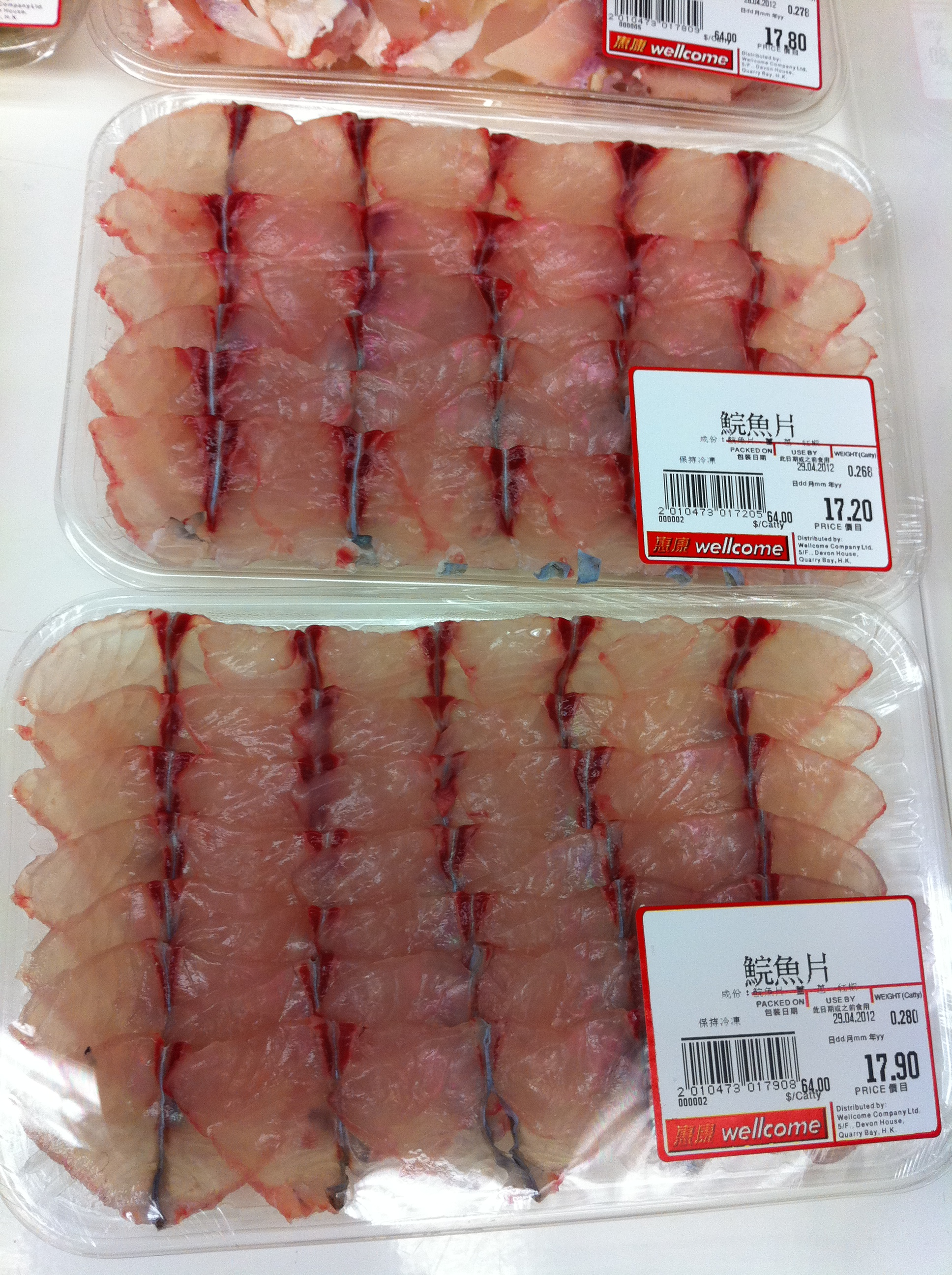
초어(Grass carp)의 포장 및 아이스 필레
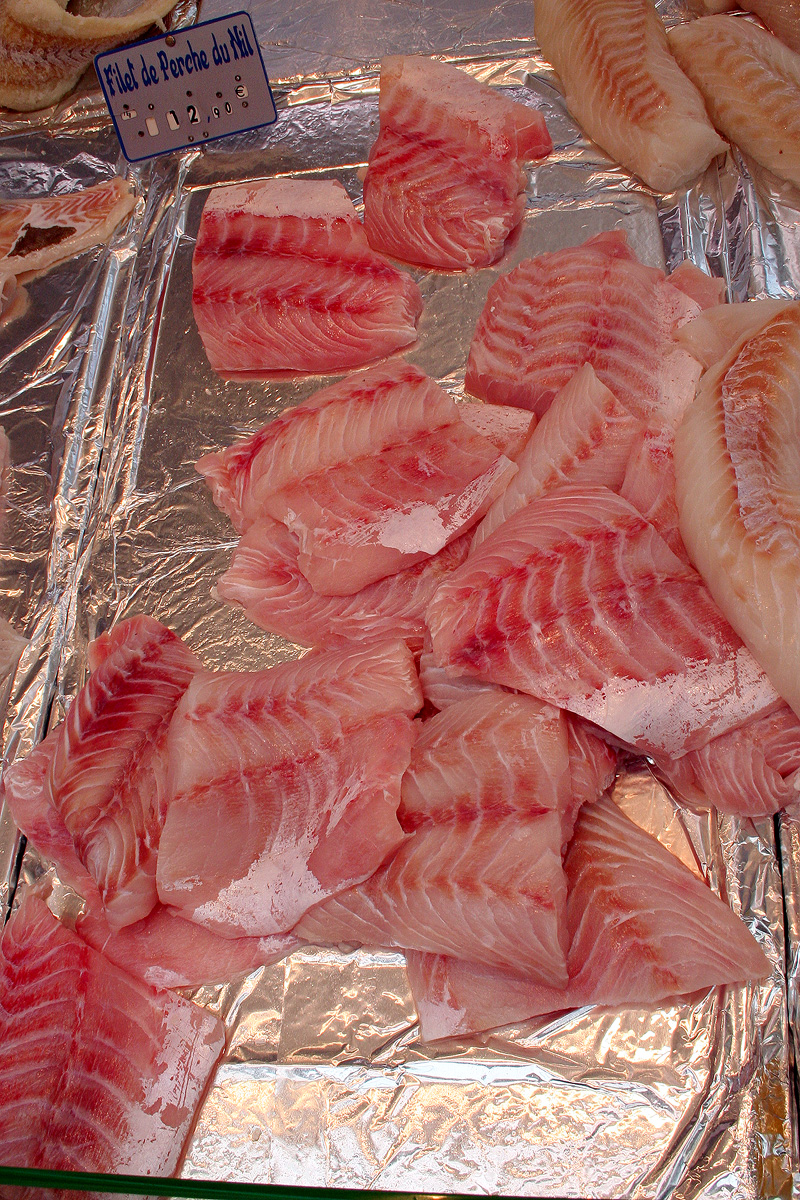
어시장에서 살코기 나일농어(Nile perch)

## 요리

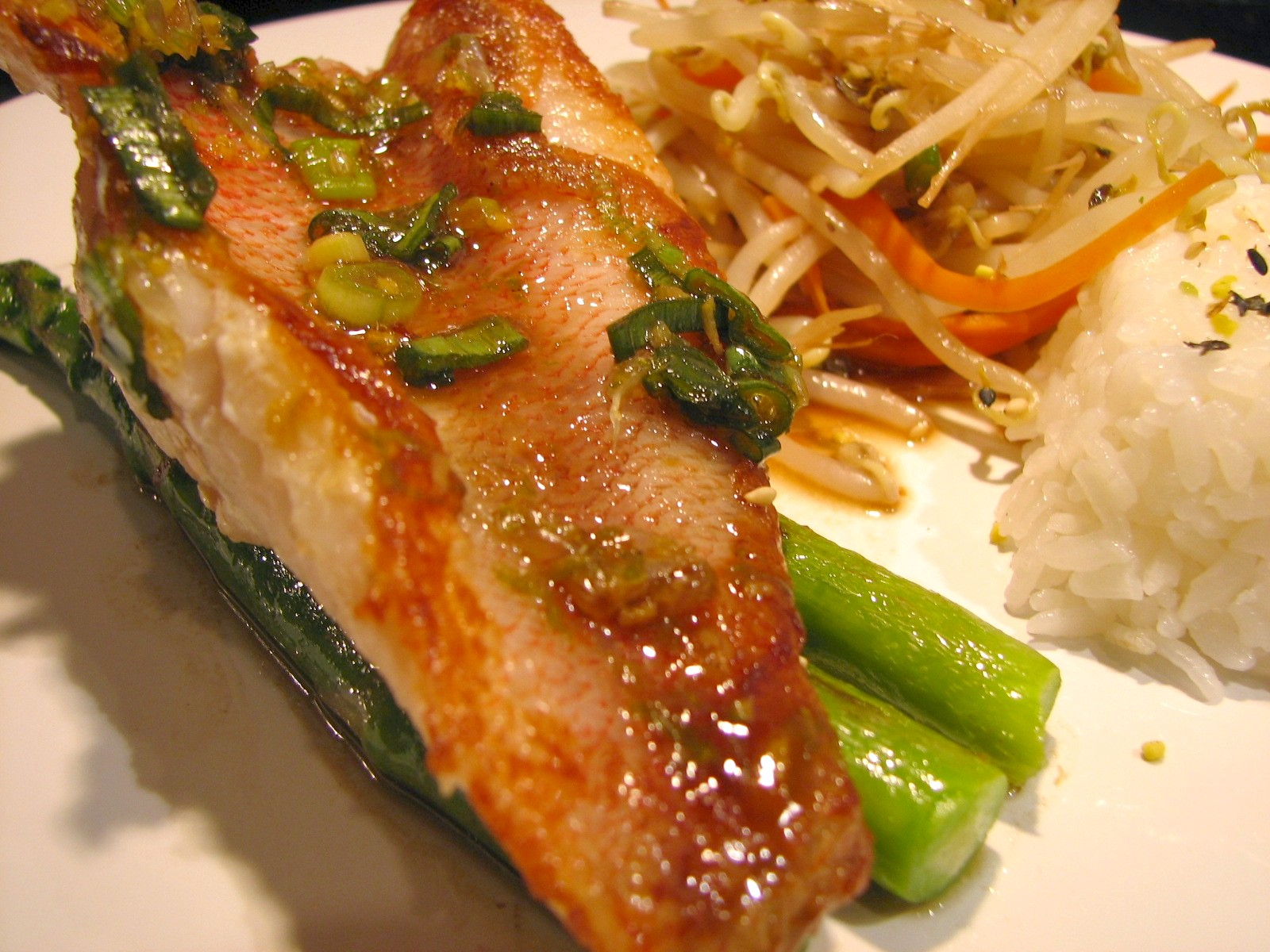
팬에 튀긴 적색퉁돔(red snapper) 필레
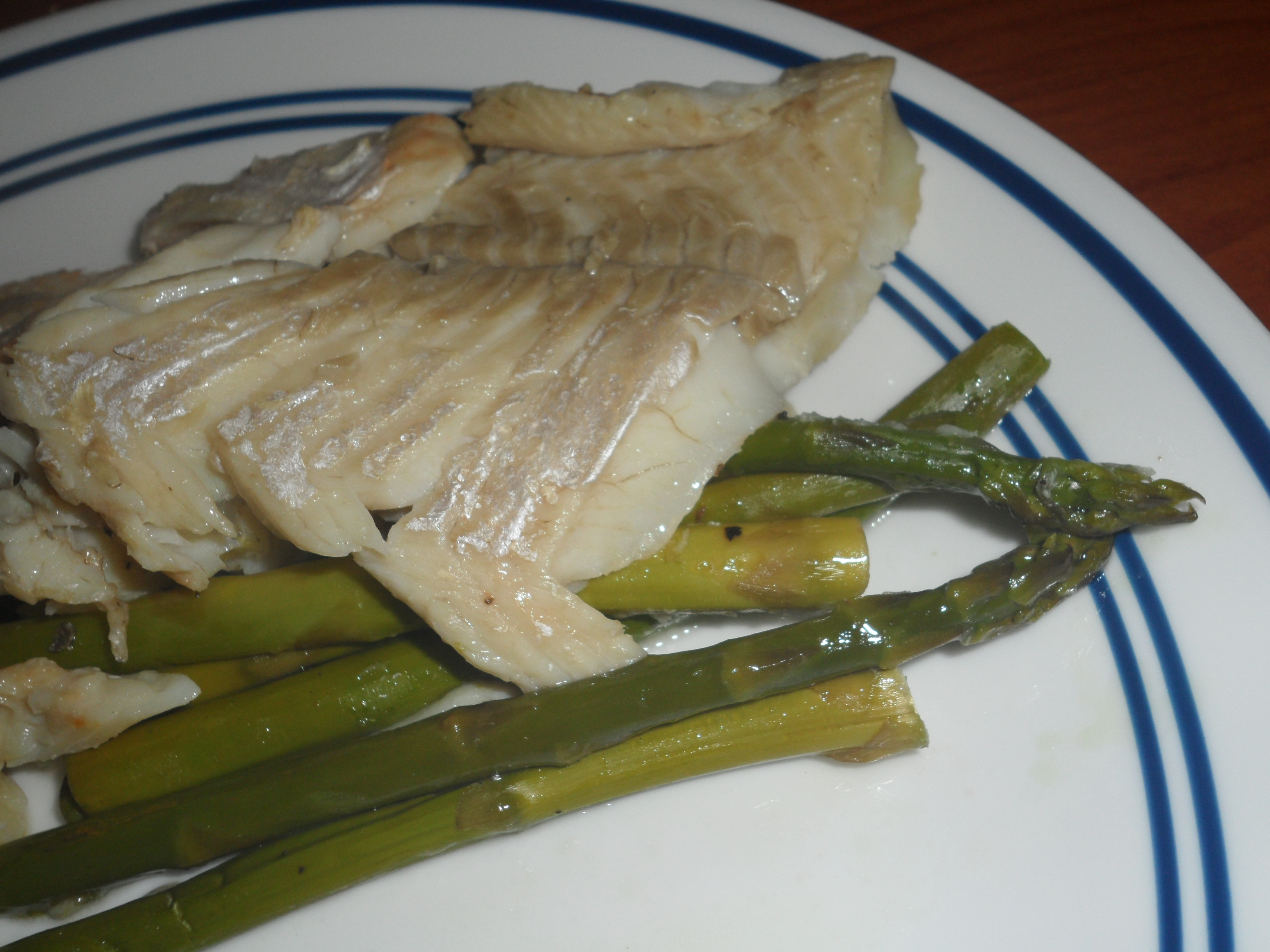
아스파라거스와 구운 등심
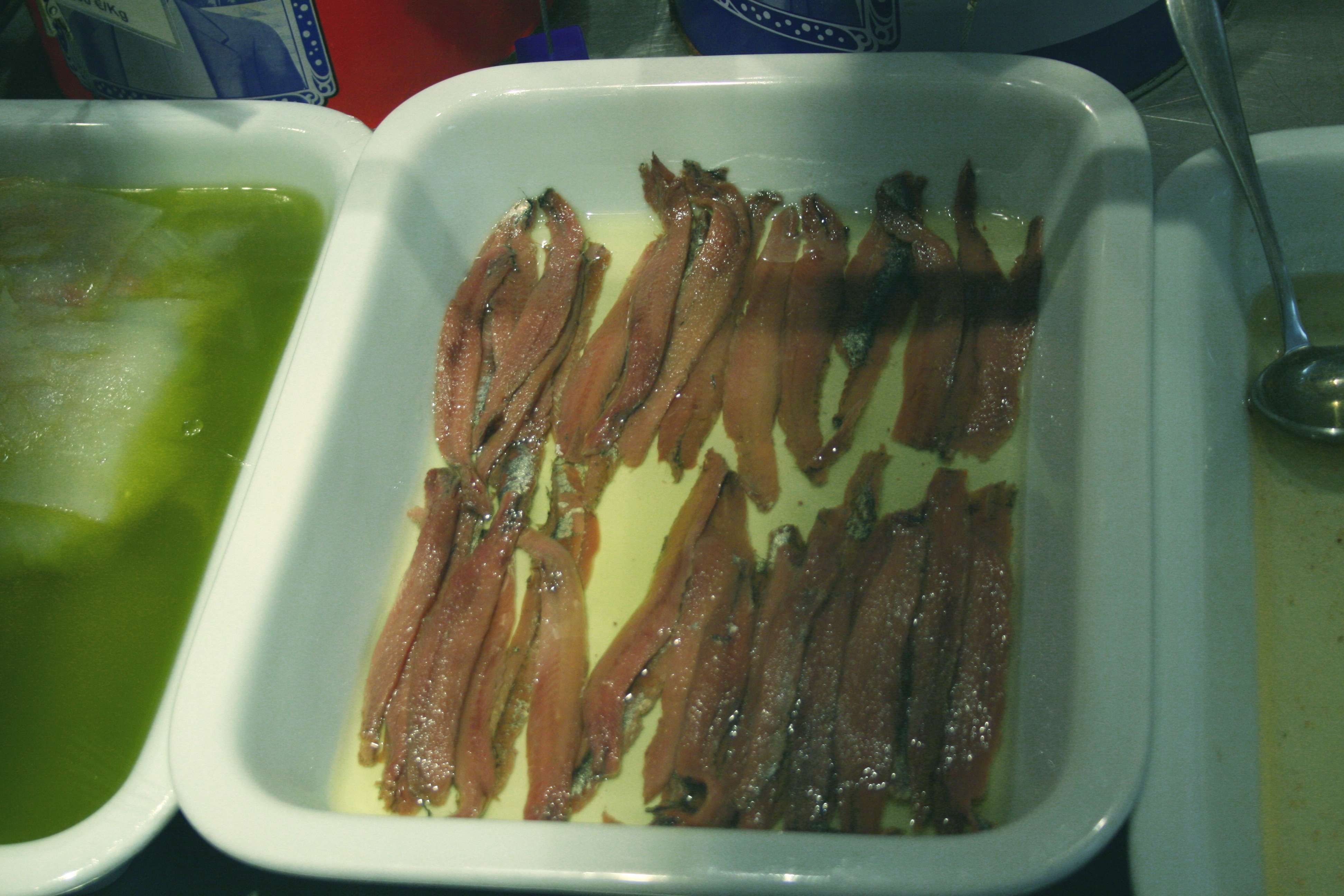
기름에 볶은 멸치
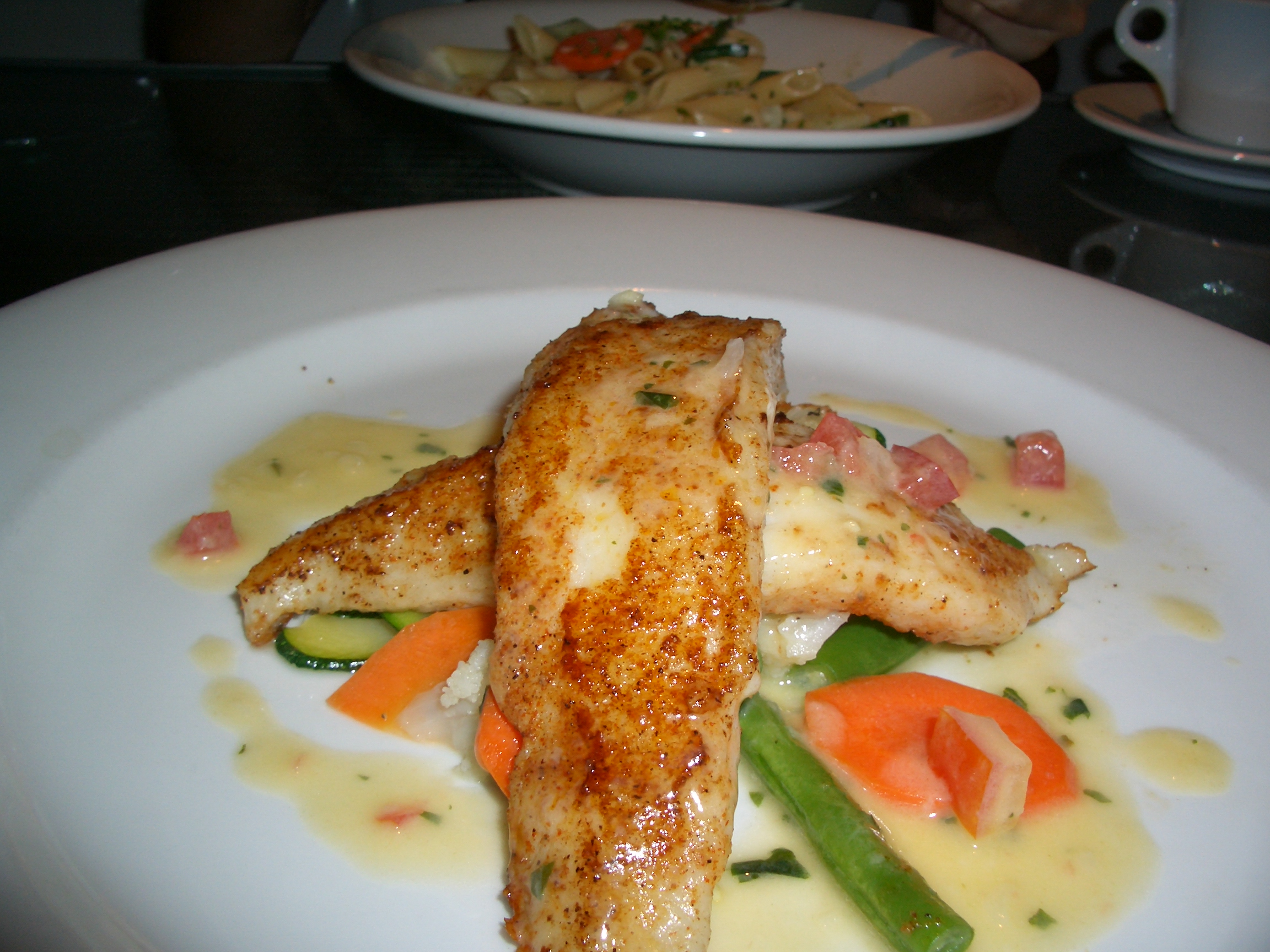
달고기(John Dory) 필레

## 같이 보기
- 뼈없는 생선
- 생선 필레 프로세서

## 참고 문헌
- Green, Aliza (2010) The Fishmonger's Apprentice: The Expert's Guide to Selecting, Preparing, and Cooking a World of Seafood, Taught by the Masters Quarry Books. ISBN 9781592536535ISBN 9781592536535.
- Murray J and Burt JR (1983) The Composition of Fish 보관됨 2014-04-26 - 웨이백 머신 Torry Advisory Note 38, FAO,